# John R. Allen
John Rutherford Allen, (n. el 15 de diciembre de 1953) es un General del Cuerpo de Marines de Estados Unidos.
Fue el Comandante de la Fuerza Internacional de Asistencia para la Seguridad (ISAF)  y las fuerzas de los Estados Unidos en Afganistán desde el 18 de julio de 2011 hasta el 10 de febrero de 2013 siendo sustituido por el General Joseph Dunford Jr.
Pese a su retiro debido a ser acusado de inmoralidad debido a una situación extramatrimonial, el presidente, Obama lo escogió el 12 de septiembre de 2014 como jefe de la coalición internacional  en la denominada Guerra contra el Estado Islámico.

## Biografía

### Estudios
Allen se graduó con honores militares de la Academia Naval en 1976, recibiendo una Licenciatura en Ciencias y  en análisis de operaciones. Se graduó en 1998 y es un "distinguido" de la Escuela Nacional de Guerra. Tiene una Maestría en estudios de grado en Seguridad Nacional de la Georgetown University, una Maestría en Ciencias en la inteligencia Estratégica de la Escuela de Inteligencia de Defensa, y una Maestría en Ciencias en la estrategia de Seguridad Nacional del Colegio Nacional de Guerra.

### Carrera militar
Allen asistió a la Escuela Básica y fue asignado al Segundo Batallón de Infantería de Marina, división octava, donde ejerció como Comandante de pelotón en la compañía de fusileros. Su próximo destino lo llevó a Marine Barracks, división octava y primera en Washington D.C, donde se trabajó en el Instituto del Cuerpo de Marines y como Oficial Ceremonial. El General Allen  fue el graduado distinguido con un Postgrado en el Programa de Inteligencia de la Escuela de Inteligencia de Defensa. Él, posteriormente sirvió como miembro del Cuerpo de la Marina en el Centro de Estudios Estratégicos e Internacionales (CSIS). Fue el primer infante de marina del Cuerpo admitido como miembro permanente del Consejo de Relaciones Exteriores.
Volvió a la Fuerza Marina  en 1985,  dirigió como oficial de operaciones el Tercer Batallón, Infantería de Marina 4 º y los batallones de rifles y armas. Durante este período, recibió el Trofeo de Liderazgo Leftwich. En 1988, el general Allen fue destinado a la Academia Naval, donde enseñó en el departamento de Ciencia Política.
El General de Allen fue destinado a la Escuela Básica como el director del Curso de Oficial de Infantería de 1990-1992 y fue elegido posteriormente como Comandante miembro del Cuerpo de Marines de los Estados Unidos, sirvió como un asistente especial en el personal comandante de la 30.ª división y como comandante del General del Cuerpo de Comando de Combate para el Desarrollo.
En el año 1994 ejerció como oficial en la División G-3 de operaciones de la División Segunda de Marines y posteriormente asumió el comando del Segundo Batallón de Infantería de Marina 4 º; re-designado como comandante del Segundo Batallón de Infantería de Marina 6 º. Esta unidad sirvió con Fuerza de Tarea Conjunta 160 en  la Operación Mar Caribe, durante las operaciones de contingencia en 1994, y como parte de la Fuerza de Desembarco de la 6.ª flota en la Operación Esfuerzo Conjunto durante las operaciones de contingencia en los Balcanes de 1995-1996.
Posteriormente al general Allen se le asignó como el principal ayudante de campo del Comandante de la Infantería de Marina de la 31.ª División,  sirviendo como su secretario militar. Se lo envió a la Escuela Básica 1999-2001, y fue elegido en abril de 2001 para volver a la Academia Naval como  sub comandante. El General de Allen se convirtió en el comandante de la 79.ª unidad de guardiamarinas en enero de 2002, como primer oficial del Cuerpo de Marines, en la Academia Naval.

#### Guerra de Irak
Allen era el director principal de Asuntos de Asia y el Pacífico, en la Oficina del Secretario de Defensa, cargo que ocupó durante casi tres años. Desde 2006-2008, el general Allen sirvió como subcomandante general de la II Fuerza Expedicionaria de Marines (MEF), y el comandante general de la 2 ª Brigada Expedicionaria de la Marina, del despliegue a Irak para la Operación Libertad Iraquí en el período 2006-2008, en calidad de comandante general adjunto de la Fuerza Multinacional Irak - Oeste (MNF-W) y II MEF en la provincia de Al Anbar. Posteriormente Allen ejerció como oficial general y como vicecomandante del Comando Central de Estados Unidos, un cargo que ocupó desde julio de 2008 a junio de 2011.

#### Guerra de Afganistán
El 18 de julio de 2011 asumió como Comandante de la Fuerza Internacional de Asistencia para la Seguridad en Afganistán y las fuerzas de los Estados Unidos en Afganistán desde el 18 de julio de 2011.
Debido a los ataques ocurridos contra fuerzas de la coalición, por parte de insurgentes disfrazados de policías  afganos que, este año dejaron 51 muertos, el 16 de septiembre de 2012 Allen emitió una orden para que todas las operaciones internacionales combinadas entre la Fuerza Internacional de Asistencia para la Seguridad y afganos por debajo del nivel de batallón fueran aprobadas a nivel de la comandancia regional.

#### Escándalo
El  general John Allen, fue investigado y absuelto por agentes del Pentágono de las acusaciones de mala conducta profesional por los mensajes de correo electrónicos intercambiados con Jill Kelly, una residente de Tampa, Florida, que conoció a Allen cuando sirvió como el número dos del Comando Central del Ejército de Estados Unidos.
Los correos entre Kelly y Allen salieron a la luz cuando el FBI investigó las acusaciones de Kelly, de que recibió correos electrónicos anónimos que la amenazaban por su relación con Petraeus. Esos correos llevaron al FBI a revelar una aventura extramatrimonial entre David Petraeus y su biógrafa, Paula Broadwell.
Si la acusación sigue adelante, Allen aún podría tener que enfrentarse a preguntas sobre el intercambio de correos electrónicos, en una audiencia de confirmación en el Senado para optar al cargo de jefe del comando europeo de Estados Unidos y Comandante Aliado Supremo en Europa.

#### Retiro
El 20 de febrero de 2013 el general Allen anunció su negativa  a mandar la jefatura de la OTAN y con ello su retiro de la vida militar "para poder abordar los problemas de salud en su familia”.

### Condecoraciones
El General Allen asistió y fue el graduado distinguido de la Inteligencia del Programa de Postgrado de la Escuela de Inteligencia de Defensa. En 1990, recibió el Premio William P. Clements como instructor militar por su trayectoria.
Otras condecoraciones:
- Trofeo de Liderazgo Leftwich
- Medalla por Servicio Distinguido de Defensa
- Medalla del Servicio Superior de Defensa
- Legión de Mérito con tres estrellas de oro en lugar de cuatro premios
- Premio William P. Clements
- Medalla de Servicio Meritorio de Mongolia, de primera clase
- Medalla de Oro de las Fuerzas Armadas Polacas
- Orden de la Bandera de Taiwán Resplandeciente con Cravat Especial